# Loretta Brown
Loretta Brown is een personage uit de televisieserie Family Guy. Ze is Clevelands ex-vrouw, en de moeder van Cleveland Jr. Haar stem wordt gedaan door Alex Borstein.
Tot de aflevering Fifteen minutes of Shame had Loretta weinig tot geen tekst. Vaak beperkte het hoorbare gedeelte van haar rol zich tot het maken een goedkeurend of afkeurend geluid ("Mm-hmm"). Na haar eerste zinnen bleek ze een ietwat bazige vrouw te zijn met een sterke wil.
Blijkens een aantal uitspraken van haar ex-man Cleveland Brown stelt Loretta hoge eisen in bed. Ze had een buitenechtelijke affaire met buurman Glenn Quagmire. Als ze hier door Cleveland op een vriendelijke wijze mee wordt geconfronteerd, waarbij Cleveland zijn excuses aanbiedt voor het niet genoeg tevreden stellen van Loretta, voert ze de passieloosheid van Cleveland aan als reden voor haar vreemdgaan. Later scheiden Loretta en Cleveland. In The Cleveland Show is te zien hoe ze overlijdt door een ongeluk.